# Destruction
I Destruction sono un gruppo thrash metal formatosi a Weil am Rhein in Germania non lontano da Basilea (Svizzera) nel 1982. La band registrò la sua prima demo sotto il nome di "Knight of Demon" nel 1984 intitolandolo Bestial Invasion Of Hell.
Sono considerati uno dei tre gruppi più importanti del thrash metal tedesco, insieme a Kreator e Sodom.
Il gruppo è diventato celebre per aver creato un sound più duro e veloce rispetto al thrash metal statunitense.

## Storia

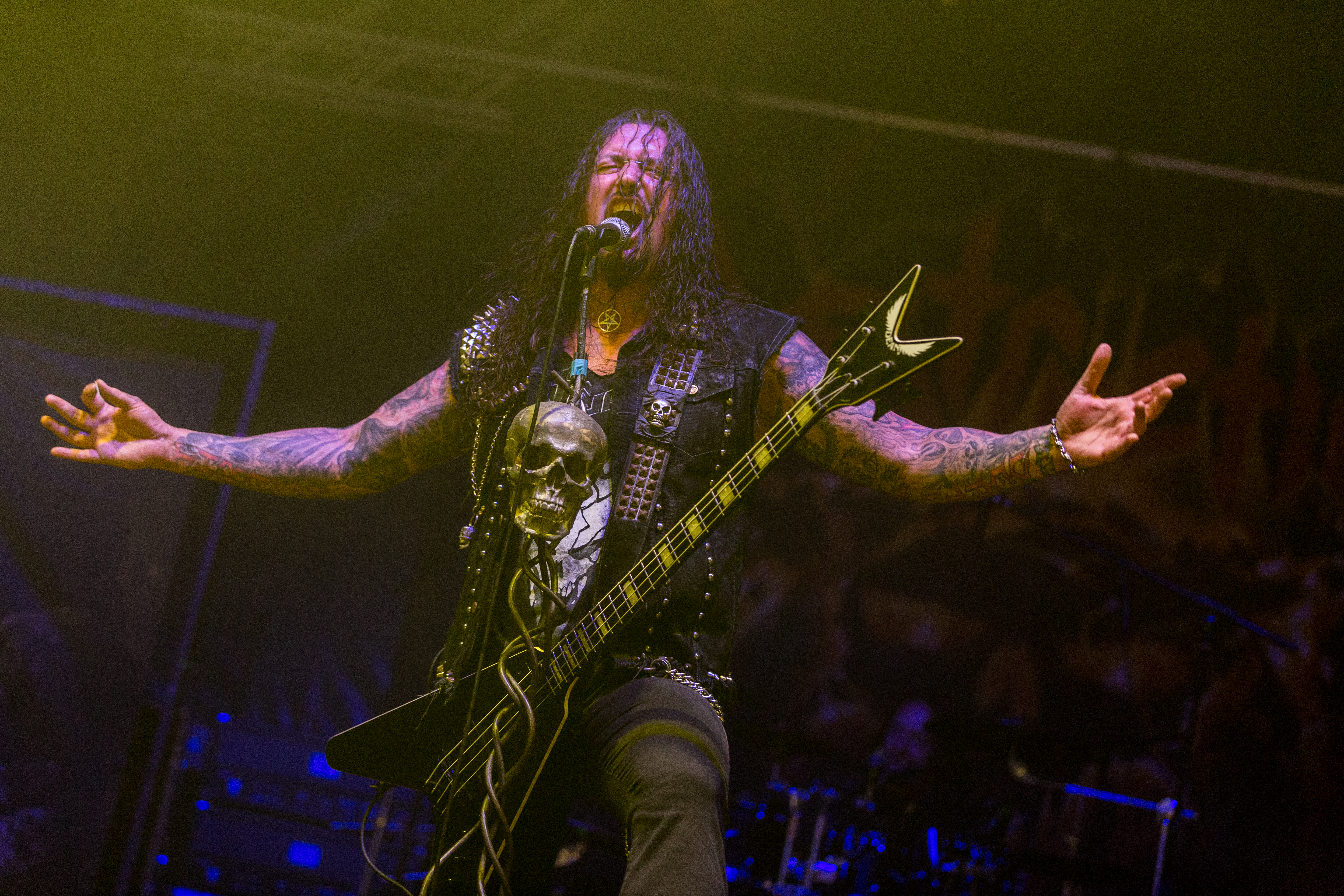
Schmier al Metal Frenzy 2017

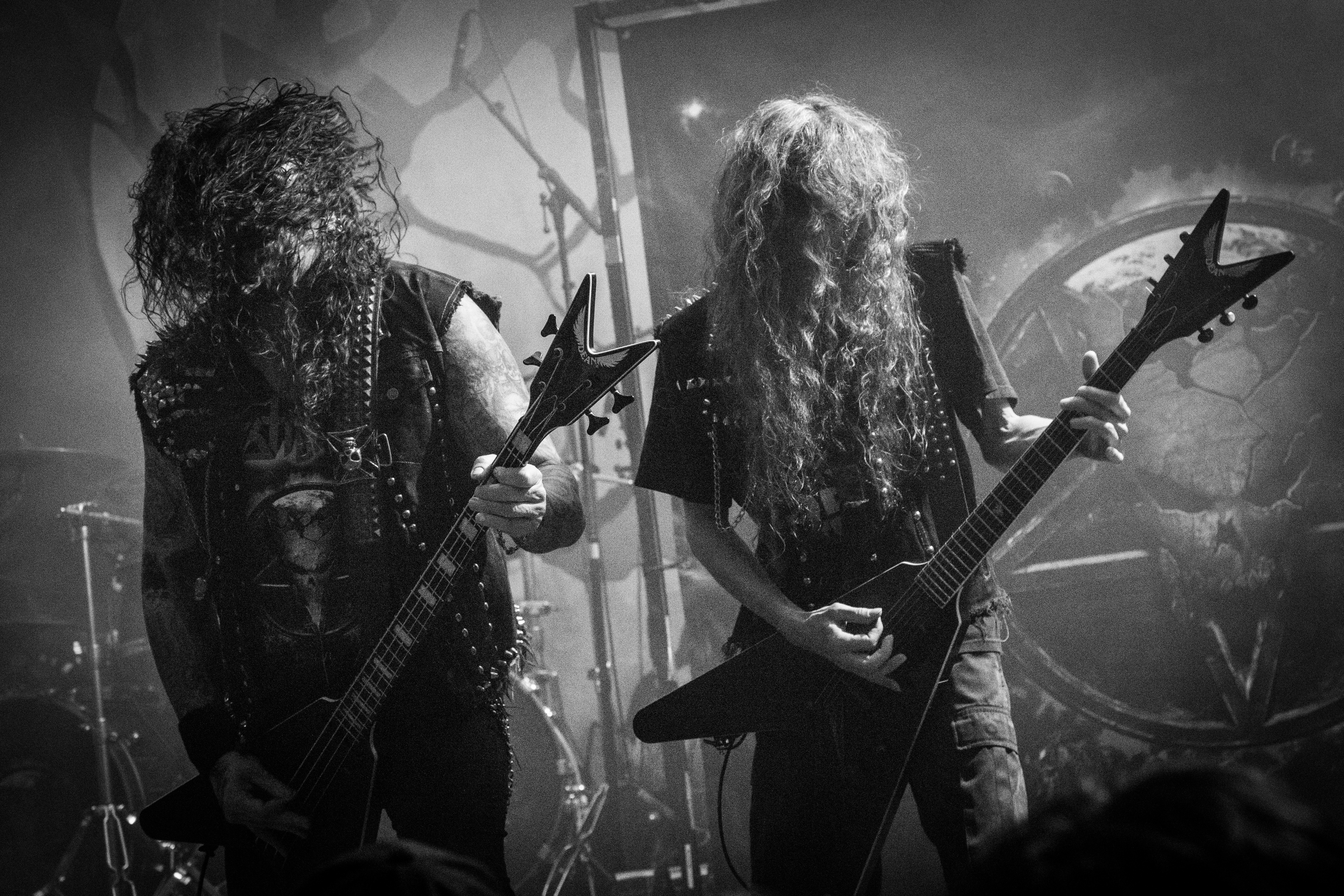
Schmier e Mike Sifringer all'Eindhoven Metal Meeting 2016

Il gruppo fu fondato nel 1982 dal bassista Schmier, dal chitarrista Mike Sifringer, dal batterista Tommy Sandmann e dal cantante Ulf, sotto il nome di Knight of Demon, nome che però i quattro abbandonarono subito per passare a Destruction. Inizialmente il quartetto aveva un sound chiaramente influenzato da gruppi come gli Iron Maiden, ma dopo alcune settimane decisero di orientarsi su uno stile più influenzato da gruppi come i Venom.
Nel 1984, poco prima di registrare la prima demo, Mike e Ulf litigarono per una ragazza e la lite finì con la defezione dal gruppo del cantante. Il gruppo non aveva tempo di cercare un sostituto, così Schmier decise di occuparsi del cantato. La band riuscì a registrare la demo Bestial Invasion of Hell, che da sola bastò a far notare i tre dalla Steamhammer, con la quale ottennero un contratto e riuscirono a pubblicare nello stesso anno l'EP Sentence of Death e l'anno successivo il loro primo album, Infernal Overkill. Ciò che contraddistingueva il gruppo era un sound violentissimo e brutale. In breve i Destruction divennero una delle band più apprezzate nel circuito thrash metal tedesco.
Nel 1986 la band pubblicò il suo secondo album Eternal Devastation, che ebbe un successo strepitoso in patria e permise al trio di partire per un tour promozionale in Germania. Proprio durante questo tour il batterista Tommy, stanco della stressante vita on the road, abbandonò prima la band e poi persino il mondo della musica, per diventare un poliziotto. Il tour fu portato a termine con Chris Witchhunter dei Sodom come sostituto temporaneo. Nel 1987, terminata la serie di concerti, entrò nel gruppo come batterista definitivo Olly Kaiser, a Mike fu affiancato il chitarrista ritmico Harry Wilkins e la band pubblicò lo storico EP Mad Butcher, per poi registrare nel 1988 Release from Agony, che fece circolare il nome del gruppo in tutta Europa e li pose tra i grandi del thrash metal internazionale.
Nel 1989 la band pubblicò il suo primo disco dal vivo, Live Without Sense. Nonostante il gruppo avesse raggiunto un certo successo, i problemi erano alle porte. Poco dopo l'uscita di Live Without Sense infatti il gruppo decise di estromettere il fondatore Schmier, sostituendolo con Andrè Grieder, già cantante dei Poltergeist (Schmier a quel punto fondò un nuovo gruppo con il batterista Jörg Michael e il chitarrista Uwe Hoffmann, gli HeadHunter).

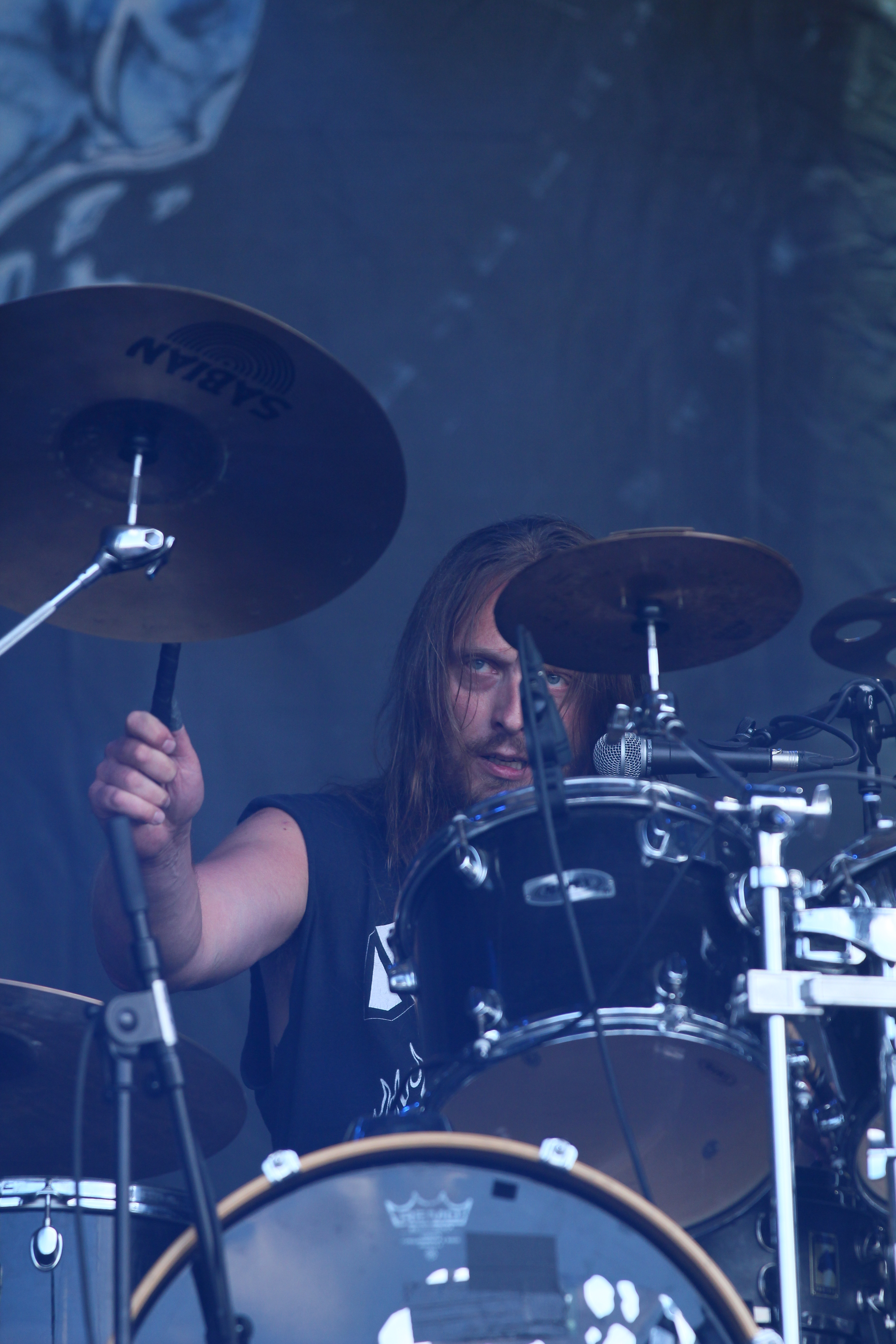
Wawrzyniec Dramowicz al Rockharz Open Air 2014

Nel 1990 la band pubblicò Cracked Brain, che mantenne ancora il vecchio sound. Subito dopo la pubblicazione sia Andrè che Harry decisero di abbandonare il gruppo e la Steamhammer li scaricò. La band allora contattò il cantante degli Artillery Flemming Rönsdorf affinché entrasse in essa, ma l'accordo non funzionò. Iniziò quindi per i Destruction un periodo di difficoltà e disorganizzazione, che si risolse solo nel 1993, quando nel gruppo entrarono il cantante Thomas Rosenmerkel e il chitarrista Michael Piranio. Solo nel 1994, con l'arrivo del bassista Christian Engler, il gruppo riuscì ad auto-produrre l'EP Destruction.

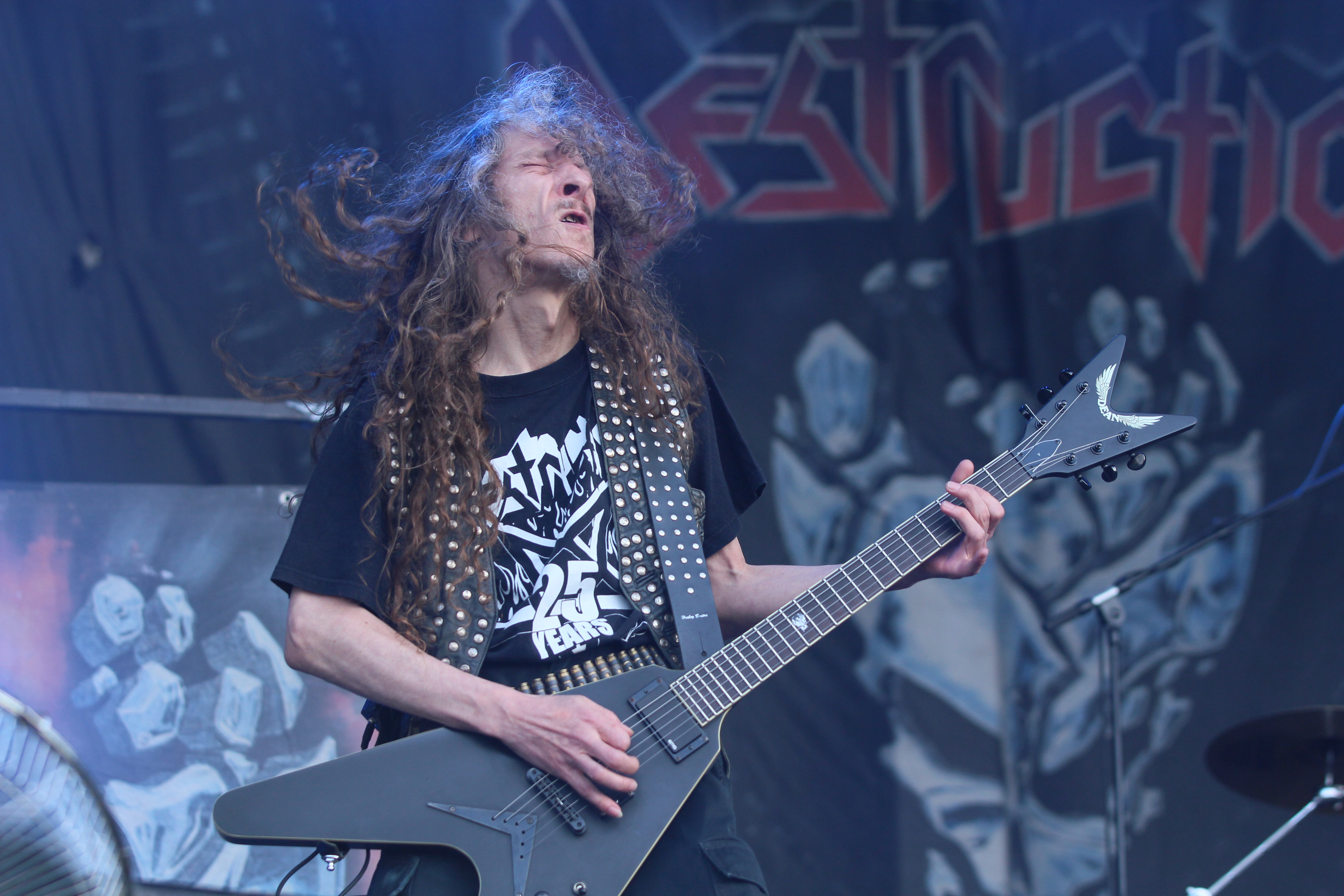
Mike Sifringer

Nel 1995 i Destruction pubblicarono Them Not Me. Le scarse vendite di questo EP impedirono alla band di produrre album fino al 1998, quando venne registrato il più grande flop commerciale del combo tedesco: The Least Successful Human Cannonball. Questo flop provocò una spaccatura all'interno della band, che fu abbandonata da Thomas, Christian e Michael. L'anno successivo anche il batterista Olly decise di lasciare il gruppo e fu solo allora che Mike, rimasto l'unico membro, richiamò Schmier e decise di ripristinare il vecchio suono. Ai due si aggiunse il batterista Sven Vormann e la band ottenne un contratto con la Nuclear Blast, per la quale pubblicarono All Hell Breaks Loose nel 2000 e The Antichrist nel 2001. Nel 2002 Vormann fu sostituito da Marc "Speedy" Reign. Il gruppo registrò Metal Discharge nel 2003.
Nel 2004 la band firmò per la AFM Records e pubblicò nel 2005 Inventor of Evil, nel 2007 Thrash Anthems e nel 2008 D.E.V.O.L.U.T.I.O.N..
Nel 2010, dopo aver ri-firmato per la Nuclear Blast, Reign abbandona la band volendo dedicare tempo alla sua famiglia. Viene sostituito dal polacco Vaaver, con il quale il gruppo pubblica Day of Reckoning nel 2011, un album molto più violento dei suoi predecessori. Nel novembre del 2012 viene pubblicato Spiritual Genocide, seguito nel 2016 da Under Attack.
Il 9 agosto 2019 è la volta di Born to Perish, che vede la formazione diventare nuovamente un quartetto. Il trio tedesco, dopo aver ingaggiato Randy Black alla batteria, introduce anche Damir Eskić, chitarrista svizzero allievo di Tommy Vetterli dei Coroner. Mentre, nel 2021 Mike Sifringer decide di abbandonare il gruppo che aveva contribuito a fondare e di cui è stato sempre l'unico membro permanente.

## Formazione

### Formazione attuale
- Marcel "Schmier" Schirmer – voce, basso (1982-1989, 1999-presente)
- Damir Eskić – chitarra (2019-presente)
- Martin Furia – chitarra (2021-presente)
- Randy Black – batteria (2018-presente)

### Ex componenti

#### Cantanti
- André Grieder (1990)
- Thomas Rosenmerkel (1993-1999)

#### Chitarristi
- Mike Sifringer (1982-2021)
- Harry Wilkens (1987-1990)
- Michael Piranio (1993-1999)

#### Bassisti
- Christian Engler (1994-1998)

#### Batteristi
- Thomas Sandmann (1982-1987)
- Oliver Kaiser (1987-1999)
- Sven Vormann (1999-2002)
- Marc Reign (2002-2010)
- Vaaver (2010-2018)

## Discografia

### Album in studio
- 1985 – Infernal Overkill
- 1986 – Eternal Devastation
- 1988 – Release from Agony
- 1990 – Cracked Brain
- 1998 – The Least Successful Human Cannonball
- 2000 – All Hell Breaks Loose
- 2001 – The Antichrist
- 2003 – Metal Discharge
- 2005 – Inventor of Evil
- 2008 – D.E.V.O.L.U.T.I.O.N.
- 2011 – Day of Reckoning
- 2012 – Spiritual Genocide
- 2016 – Under Attack
- 2019 – Born to Perish
- 2022 – Diabolical

### Album dal vivo
- 1989 – Live Without Sense
- 2002 – Alive Devastation
- 2009 – The Curse of the Antichrist - Live in Agony
- 2020 – Born to Thrash (Live in Germany)

### Raccolte
- 1990 – Super Best Destruction Collection
- 1992 – Best Of
- 2007 – Thrash Anthems
- 2017 – Thrash Anthems II

### EP
- 1984 – Sentence of Death
- 1987 – Mad Butcher
- 1994 – Destruction
- 1995 – Them Not Me
- 2001 – Live promo

### Demo
- 1984 – Bestial Invasion of Hell
- 1999 – The Butcher Strikes Back
- 2003 – Metal Discharge

### Split
- 2001 – Nuclear Blast Festivals 2000

## Videografia

### DVD/VHS
- 2001 – Nuclear Blast Festivals 2000 DVD
- 2004 – Live Discharge - 20 Years of Total Destruction
- 2010 – A Savage Symphony - The History of Annihilation